# مؤيد الشراري
مؤيد الشراري (مواليد 18 يونيو 2004) ، لاعب كرة قدم سعودي يلعب كمهاجم في النادي العربي.

## مسيرة اللاعب
لعب في الفئات السنية في نادي القريات وانظم إلى النادي العربي في عام عام 2023.